# Kutadgu Bilig
La Scienza che dà la felicità o La scienza regale (in turco: Kutadgu Bilig, [qʊtaðˈɢʊ bɪˈlɪɡ]) è un poema didascalico scritto in turco medioevale dal kharakhanide Yusuf Hass Hajib composto nel 462 Egira (1069-1070 d.C.). È il più antico documento letterario dei Turchi medievali dopo la loro conversione all'Islam; vi si trovano già vocaboli arabi e persiani.

## Le caratteristiche dell’opera
Il trattato fu scritto da Yusuf e presentato al sovrano kharakhanide Ulu Kara Buğra Han nel 1070. Il khan apprezzò così tanto l’opera che lo scrittore fu nominato Gran Ciambellano di corte.
Questo libro è stato scritto in una forma poetica tradizionale molto usata dagli scrittori musulmani che era il Mesnevi: la caratteristica di queste forme di scrittura era quella di essere scritta in rima e di avere un fine didattico. Spesso lo scrittore usa similitudini, allegorie, proverbi o addirittura brevi storie di carattere morale per rivolgersi al suo lettore.

## La verità che conduce alla felicità
L’opera è composta da 6650 versi e divisa in 85 parti.
Kutadgu Bilig è un termine che, secondo gli studi, significa “Verità che conduce alla felicità”.
Lo scrittore stesso afferma in un passo che il fine a cui la sua opera punta è quella di fornire agli uomini le conoscenze necessarie affinché raggiungano la felicità (v. 350). E aggiunge che il fine è sia la felicità terrena che ultraterrena (v. 351).
Il trattato è scritto sotto forma di dialogo tra 4 diversi personaggi, figure allegoriche dei temi trattati:
- Kün-Togdı (il Giorno Nascente): rappresenta il sovrano, simbolo della Giustizia
- Ay-Toldı (la Luna Piena): rappresenta il visir, simbolo della Felicità
- Ögdülmiş (il Lodato): rappresenta il saggio, simbolo della Sapienza
- Odgurmış (l’Illuminato): rappresenta il derviscio, simbolo della Fine

Il trattato inizia con la lode a Dio, al profeta Maometto, ai quattro califfi e al regnante. Prosegue elencando uno ad uno le qualità che un sovrano, un visir e in generale le doti che gli uomini di Stato devono avere al fine di essere giusti ed esempio per il popolo. Continua con il trattare gli uomini di mestiere come gli artigiani, i medici ecc.

Lo scrittore si prefissa l’obiettivo di fornire agli uomini le conoscenze per poter raggiungere il fine ultimo di ogni essere vivente: essere un uomo perfetto, nel senso di un uomo felice che vive nel giusto.

Riporta che i sapienti, ossia tutti coloro che hanno conoscenze in materia scientifica o umanistica, sono degli esempi da seguire e da rispettare poiché sono come il “montone davanti alle pecore”. Yusuf fornisce molte informazioni nella sua opera riguardo alle conoscenze scientifiche e filosofiche dell’epoca, disegnando un quadro completo della società. Infatti si constata che Yusuf è a conoscenza della filosofia di Platone e Aristotele; in particolare la concezione platonica dello Stato e della società sono i tratti che si evidenziano nel trattato. Inoltre si rispecchia in modo evidente l’influenza di filosofi come Farabi e Avicenna.

### Le edizioni
L’edizione più vecchia del Kutadgu Bilig è quella scritta a Herat e risalente al 1439. Questa è trovata da von Hammer nel 1839 a Istanbul, portata in Austria e donata alla Biblioteca imperiale di Vienna. La sua prima traduzione e pubblicazione è del 1910 da parte di Radloff.